# Milan Cabrnoch

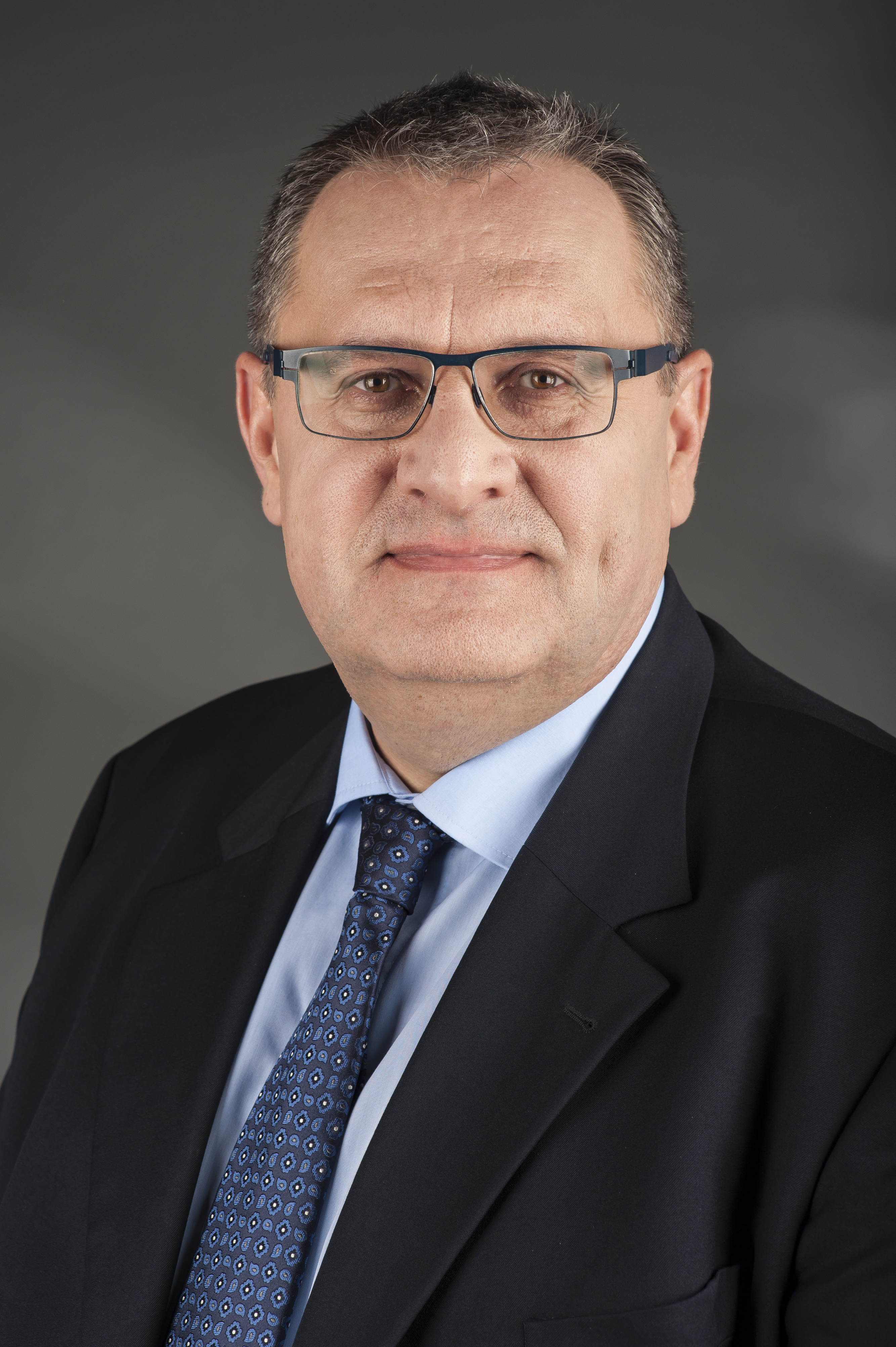
Milan Cabrnoch, 2014

Milan Cabrnoch (* 6. August 1962  in Čáslav) ist ein tschechischer Arzt und Politiker (Občanská demokratická strana).

## Leben
Nach dem Besuch des Gymnasiums in Kutná Hora studierte Cabrnoch Medizin und ist als Arzt in Tschechien tätig. Von 1998 bis 2004 war Cabrnoch Abgeordneter im Abgeordnetenhaus des Parlaments der Tschechischen Republik und von 2004 bis 2014 Abgeordneter im Europäischen Parlament.